# Diceratobasis macrogaster
Diceratobasis macrogaster là một loài chuồn chuồn kim trong họ Coenagrionidae. Nó là loài đặc hữu của Jamaica. Môi trường sống tự nhiên của chúng là các khu rừng ẩm ướt đất thấp nhiệt đới hoặc cận nhiệt đới. Nó bị đe dọa do mất nơi sống.